# الجمعية الإسلامية الأمريكية
الجمعية الإسلامية الأمريكية (بالإنجليزية: Muslim American Society)‏ مؤسسة مدنية غير ربحية تأسست عام 1993م، وهي جمعية دعوية تعمل في مجالات الدعوة والتعليم والإعلام والشباب، وتضم نحو ألف عضو عامل، وأكثر من مائة ألف من الأنصار والمشاركين، وتنتشر من خلال نحو ستين فرعاً، في خمس وثلاثين ولاية،
يرأسها د. عصام عميش، وهو عضو أيضا في الاتحاد الإسلامي لشمال أمريكا.

## التاريخ
تأسست الجمعية الإسلامية الأمريكية (MAS) على يد مجموعة صغيرة من المسلمين الأمريكيين الذين أرادوا أن يكون لديهم منظمة إسلامية في الولايات المتحدة تسمح لهم «بتنظيم ودمج المسلمين ليكونوا جزءًا مساهمًا في المجتمع الأمريكي، ليروا أنفسهم مسلمين-أمريكيين». وبحسب موقعها الإلكتروني، فإن الجمعية «منظمة خيرية ودينية واجتماعية وثقافية وتعليمية» تهدف إلى مجتمع أمريكي فاضل وعادل. وتتمثل مهمتها في «تحريك الناس وتنشئة عوامل تغيير متمركزة حول الله مدى الحياة».
تأسست الجمعية الإسلامية الأمريكية في إلينوي في عام 1993 وأنشأت مقرها الرئيسي في فولز تشيرش، فيرجينيا، في عام 1998. كان الأعضاء المؤسسون للجماعة منخرطين في جماعة الإخوان المسلمين، وهي منظمة بدأت في مصر عام 1928. تقر الجمعية الإسلامية الأمريكية بارتباطها المبكر بالإخوان المسلمين، بما في ذلك على موقعها على الإنترنت، لكنها تقول إنها تجاوزت "نقطة التصور هذه" و"لا علاقة لها بالإخوان المسلمين".
في عام 1999، بدأت المنظمة في إصدار مجلة تصدر كل شهرين باللغة الإنجليزية. في العام التالي، افتتح مركز الجمعية الإسلامية الأمريكية للشباب في بروكلين، وساعدت الجمعية الإسلامية الأمريكية في بدء الجامعة الإسلامية الأمريكية، ومقرها في ساوثفيلد، ميتشيغان، وكانساس سيتي بولاية ميسوري، كبرنامج تعليمي عن بعد للدراسات الإسلامية الكلاسيكية. رداً على الكراهية المعادية للمسلمين في أعقاب هجمات 11 سبتمبر، نظمت الجمعية الإسلامية الأمريكية أحداثًا مثل يوم التراث الأمريكي المسلم في واشنطن العاصمة، حيث اجتمع 150 مسلمًا في 5 أكتوبر 2002، للصلاة معًا في ساحة الحرية. كما قدمت مؤسسة الحرية للمجتمع الإسلامي الأمريكي، وهي قسم للسياسة العامة يقوده مهدي براي كمدير تنفيذي، ندوات حول كيفية تغيير نظرة الأمريكيين للإسلام بشكل إيجابي.
في عام 2002، عقدت الجمعية الإسلامية الأمريكية أول مؤتمر مشترك لها مع الدائرة الإسلامية لأمريكا الشمالية (ICNA). ومنذ ذلك الحين يعقد مؤتمر الجمعية الإسلامية الأمريكية-الدائرة الإسلامية لأمريكا الشمالية سنويًا في شيكاغو.
في نوفمبر 2014، تم تصنيف الجمعية الإسلامية الأمريكية كمنظمة إرهابية من قبل دولة الإمارات العربية المتحدة، مع 84 منظمة أخرى بما في ذلك جماعة الإخوان المسلمين وفروعها الإقليمية والمحلية، ومجموعات إقليمية ودولية أخرى. تم إدراج الجمعية الإسلامية الأمريكية ومجلس العلاقات الأمريكية الإسلامية وجماعات أوروبية مماثلة بسبب صلاتهم المزعومة بالإخوان المسلمين. أصدرت وزارة الخارجية الأمريكية في وقت لاحق بيانا جاء فيه أن الوزارة «لا تعتبر هذه المنظمات منظمات إرهابية». صرحت الجمعية الإسلامية الأمريكية بأنها «لم تكن لها تعاملات مع الإمارات العربية المتحدة» وأنها «حيرت من هذا الخبر».
بدأت الجمعية الإسلامية الأمريكية برنامج «اعرف جارك المسلم» في يناير 2016 استجابة لتزايد المشاعر المعادية للإسلام. مع الحدث الأول الذي أقيم في مترو ديترويت، يتضمن البرنامج فرصًا للتعرف على الثقافة والتقاليد الإسلامية. أقيمت أحداث مماثلة في شيري هيل، نيو جيرسي، في عام 2018 ومنطقة خليج جالفيستون في عام 2019، بعد إطلاق النار على مسجد في كرايستشيرش في مسجد في نيوزيلندا وهجمات تفجير عيد الفصح على الكنائس في سريلانكا.
في عام 2019، نشر معهد الشرق الأوسط لبحوث الإعلام مقطع فيديو لأطفال في مركز الجمعية الإسلامية الأمريكية بفيلادلفيا وهم يغنون عن «دماء الشهداء»، «سندافع عن فلسطين بأجسادنا. سنقطع رؤوسهم»، و«نقود جيش الله في الوفاء بوعده، وسنعرضهم للتعذيب الأبدي». وقالت رابطة مكافحة التشهير إن الأحداث المصورة «مقلقة للغاية» وأنه «لا ينبغي تلقين الأطفال عقيدة الكراهية». وقالت منظمة الجمعية الإسلامية الأمريكية الوطنية ردا على ذلك «كان هذا خطأ غير مقصود وإغفال ندم فيه المركز والطلاب. ستجري الجمعية الإسلامية الأمريكية تحقيقًا داخليًا لضمان عدم حدوث ذلك مرة أخرى». وقالت أيضًا إن منظم البرنامج الذي وقع فيه الحدث لم يكن له أي ارتباط بالمنظمة، وكان يستأجر المكان فقط من الجمعية الإسلامية الأمريكية.
في سبتمبر 2019، شاركت الجمعية الإسلامية الأمريكية في مينيسوتا في تنظيم احتجاج مع مجلس العلاقات الأمريكية الإسلامية ولجنة مناهضة الحرب «لإدانة انتهاكات حقوق الإنسان والحملات الأمنية في ظل حكومة الهند التي يقودها القوميون الهندوس». وجاء الاحتجاج ردا على ظهور رئيس الوزراء الهندي ناريندرا مودي مع الرئيس الأمريكي دونالد ترامب في تجمع حاشد في هيوستن. بعد مقتل جورج فلويد، شارك أعضاء من الجمعية الإسلامية الأمريكية في مينيسوتا في الاحتجاجات المطالبة بالعدالة للرجل الأمريكي الأفريقي الذي قتلته الشرطة.
قالت أسمهان عبد الله، المديرة التنفيذية للجمعية الإسلامية الأمريكية، خلال الانتخابات الأمريكية لعام 2020، إن المنظمة أجرت 185 ألف مكالمة ورسالة نصية إلى الجاليات العربية والإسلامية في ثماني ولايات بما في ذلك ميشيغان. عبد الله هو أيضًا المدير التنفيذي لـ الجمعية الإسلامية الأمريكية PACE National، وهو قسم مناصرة السياسات في الجمعية الإسلامية الأمريكية.
قال أسد زمان، المدير التنفيذي لـ الجمعية الإسلامية الأمريكية في ولاية مينيسوتا، في أغسطس 2020، إن برنامج توزيع الأغذية التابع للمنظمة والذي يتم تشغيله في مساجد مينيسوتا الثلاثة قد ارتفع بنسبة 500٪ بسبب وباء جائحة فيروس كورونا. في أوائل أبريل 2021، ساعدت زمان في تنظيم حملة تطعيم ضد فيروس كورونا المستجد (كوفيد -19) انطلاقا من 16 مسجدا في ولاية مينيسوتا، والتي نجحت في تلقيح 7000 شخص في الفترة التي تسبق شهر رمضان.

## الاهداف
- لبناء جالية إسلامية قادرة على الدفاع عن حقوقها وخدمة القضايا العادلة والتأثير في القرار، من خلال:
  - نشر الفكر الوسطي،
  - وتربية الشباب عليه،
  - وإعداد الكوادر الفاعلة عبر الدورات العلمية،
  - والتعريف بالإسلام وإقامة المنشآت التي توفر ذلك،
  - وقد قامت الجمعية بإنشاء 25 مركزاً تعليمياً للشباب،
  - بجانب توحيد جهود المسلمين وتجاوز الانقسامات العرقية.

## الانشطة
- وللجمعية 45 فرعاً كشفياً وتحتضن 100 إمام وخطيب، علاوة على 30 مدرسة منخرطة في مجلس المدارس الإسلامية،
- كما نظمت الجمعية نحو 20 مؤتمراً سنوياً بمشاركة نحو 2000 من أبناء الجالية، و50 ورشة عمل سنوية لهم.
- وتنشط MAS من خلال هيكل إداري يشمل عدداً من المؤسسات والأقسام:
  - مؤسسة الحرية للعمل السياسي والحقوقي،
  - مؤسسة الدعوة والتعريف بالإسلام،
  - مؤسسة الخدمات الاجتماعية،
  - الجامعة الإسلامية الأمريكية،
  - مجلس المدارس الإسلامية،
  - مؤسسة الكشافة الإسلامية،
  - مركز التكوين والتنمية،
  - مجلة المسلم الأمريكي،
  - معهد القرآن الكريم،
  - المؤسسة الإعلامية،
  - مجلة الطفل المسلم،
  - مراكز الشباب،
  - قسم الشباب،
  - قسم التربية.

## وصلات خارجية
- الموقع الرسمي علي الويب http://www.masnet.org
- الولايات الأمريكية الإسلامية بقلم دانيال بايبس
- غزو الإخوان المسلمين لأوروبا - الموقع الأمريكي منتدي الشرق الأوسط
- عصام عميش رئيس الجمعية الإسلامية الأمريكية: مستقبلنا مرهون باستيعاب الجيل الثاني وتوطين الإسلام في المهجر[وصلة مكسورة], مجلة المجتمع الكويتية، العدد 1730, 9 ديسمبر 2006م
- A rare look at secretive Brotherhood in America - chicago tribune
- THE WORLD AFTER 9/11 : The Muslim Brotherhood In America - In Search Of Friends Among The Foes - washington post